# Strobilanthes austinii
Strobilanthes austinii är en akantusväxtart som beskrevs av Charles Baron Clarke och William Wright Smith.
Strobilanthes austinii ingår i släktet Strobilanthes och familjen akantusväxter. Inga underarter finns listade i Catalogue of Life.